# コリンスルファターゼ
コリンスルファターゼ(Choline-sulfatase、EC 3.1.6.6)は、以下の化学反応を触媒する酵素である。
コリン硫酸 + 水{\displaystyle \rightleftharpoons }コリン + 硫酸
この酵素は加水分解酵素、特に硫酸エステル加水分解酵素に分類される。系統名は、コリン硫酸 スルホヒドロラーゼ(choline-sulfate sulfohydrolase)である。